# Calamus viminalis
Calamus viminalis är en enhjärtbladig växtart som beskrevs av Carl Ludwig von Willdenow. Calamus viminalis ingår i släktet Calamus och familjen Arecaceae. Inga underarter finns listade i Catalogue of Life.